# Daviesia flexuosa
Daviesia flexuosa är en ärtväxtart som beskrevs av George Bentham. Daviesia flexuosa ingår i släktet Daviesia, och familjen ärtväxter. Inga underarter finns listade i Catalogue of Life.